# Premiership Rugby 1998-1999
Premiership Rugby 1998-99 fu il 12º campionato nazionale inglese di rugby a 15 di prima divisione.
Si tenne dal 5 settembre 1998 al 20 maggio 1999 tra 14 squadre, che si incontrarono a girone unico con la formula della doppia gara d'andata e ritorno.
Il campionato fu noto con il nome commerciale di Allied Dunbar Premiership One a seguito di accordo di naming con la compagnia britannica d'assicurazioni Allied Dunbar stipulato nel 1997.
Per la terza volta il torneo andò a Leicester, che si avvicendò ai campioni uscenti del Newcastle proprio nel turno di campionato in cui lo sconfisse guadagnando la certezza matematica della vittoria finale; a retrocedere fu West Hartlepool mentre London Scottish e Richmond, in difficoltà finanziarie, terminarono in amministrazione controllata; originariamente Bristol, all'epoca proprietario di circa il 25% del London Scottish, pensò di usare tale opzione per acquistare il club a titolo definitivo e acquisirne il titolo sportivo ma, dopo essere stato promosso per proprio merito in Premiership per la stagione 1999-2000, decise di vendere le proprie quote di proprietà; si fece quindi strada l'opzione della fusione societaria tra i due club, che finalmente si concretizzò con l'acquisizione di entrambi i consorzi da parte dell'altro club della capitale inglese, il London Irish.
I due club non furono rimpiazzati, quindi la Premiership successiva si tenne a 12 squadre.
Dopo il boicottaggio delle coppe europee, i club inglesi tornarono in Heineken Cup per la stagione successiva.
Il valore delle marcature, come stabilito dall’IRFB nel 1992, era: 5 punti per ciascuna meta (7 se trasformata), 3 punti per la realizzazione di ciascun calcio piazzato, idem per il drop.

## Squadre partecipanti
- Bath
- Bedford
- Gloucester
- Harlequins (Londra)
- Leicester
- London Irish (Londra)
- London Scottish (Londra)
- Newcastle (Newcastle upon Tyne)
- Northampton
- Richmond (Londra)
- Sale Sharks (Sale)
- Saracens (Londra)
- Wasps (Londra)
- West Hartlepool (Hartlepool)

## Risultati
| Data       |                             | Risultato |
| ---------- | --------------------------- | --------- |
| 5-9-1998   | Richmond – Newcastle        | 41-29     |
| 5-9-1998   | Bath – Wasps                | 36-27     |
| 5-9-1998   | Gloucester – London Irish   | 29-22     |
| 5-9-1998   | Leicester – Harlequins      | 49-15     |
| 5-9-1998   | L. Scottish – Sale Sharks   | 25-20     |
| 6-9-1998   | Saracens – Northampton      | 34-7      |
|            |                             |           |
|            |                             |           |
| Data       |                             | Risultato |
| 26-9-1998  | Bedford – Leicester         | 23-32     |
| 26-9-1998  | Bath – Gloucester           | 21-16     |
| 26-9-1998  | L. Scottish – Saracens      | 20-58     |
| 26-9-1998  | Sale Sharks – Harlequins    | 44-34     |
| 26-9-1998  | Wasps – W. Hartlepool       | 71-14     |
| 27-9-1998  | Newcastle – London Irish    | 21-23     |
|            |                             |           |
|            |                             |           |
| Data       |                             | Risultato |
| 17-10-1998 | Harlequins – Saracens       | 41-28     |
| 17-10-1998 | Gloucester – Newcastle      | 41-32     |
| 17-10-1998 | Leicester – Sale Sharks     | 31-15     |
| 17-10-1998 | Northampton – Bedford       | 34-29     |
| 17-10-1998 | W. Hartlepool – Bath        | 20-50     |
| 18-10-1998 | Wasps – Richmond            | 22-27     |
|            |                             |           |
|            |                             |           |
| Data       |                             | Risultato |
| 28-10-1998 | Sale Sharks – Richmond      | 10-39     |
|            |                             |           |
|            |                             |           |
|            |                             |           |
|            |                             |           |
|            |                             |           |
|            |                             |           |
|            |                             |           |
| Data       |                             | Risultato |
| 13-11-1998 | Sale Sharks – W. Hartlepool | 42-26     |
| 14-11-1998 | L. Scottish – L. Irish      | 17-23     |
| 15-11-1998 | Bedford – Saracens          | 20-25     |
| 15-11-1998 | Wasps – Leicester           | 45-17     |
| 15-11-1998 | Newcastle – Northampton     | 45-35     |
|            |                             |           |
|            |                             |           |
|            |                             |           |
| Data       |                             | Risultato |
| 19-12-1998 | Bath Rugby – Saracens       | 11-19     |
| 19-12-1998 | Gloucester – Leicester      | 18-23     |
| 19-12-1998 | London Irish – Harlequins   | 20-16     |
| 19-12-1998 | L. Scottish – Richmond      | 16-28     |
| 20-12-1998 | Newcastle – Sale Sharks     | 30-15     |
| 20-12-1998 | W. Hartlepool – Northampton | 9-33      |
|            |                             |           |
|            |                             |           |
| Data       |                             | Risultato |
| 5-1-1999   | L. Scottish – Gloucester    | 24-13     |
| 5-1-1999   | Newcastle – Bedford         | 34-23     |
| 5-1-1999   | Northampton – London Irish  | 8-32      |
| 5-1-1999   | Sale Sharks – Bath Rugby    | 30-32     |
| 6-1-1999   | Wasps – Saracens            | 15-15     |
|            |                             |           |
|            |                             |           |
|            |                             |           |
| Data       |                             | Risultato |
| 6-2-1999   | Harlequins – Leicester      | 9-34      |
| 6-2-1999   | Northampton – Saracens      | 18-21     |
| 6-2-1999   | Sale Sharks – L. Scottish   | 7-23      |
| 7-2-1999   | Wasps – Bath                | 35-0      |
| 7-2-1999   | London Irish – Gloucester   | 42-20     |
|            |                             |           |
|            |                             |           |
|            |                             |           |
| Data       |                             | Risultato |
| 13-3-1999  | L. Scottish – Bedford       | 15-24     |
| 13-3-1999  | Richmond – Bath             | 23-30     |
| 13-3-1999  | Sale Sharks – Saracens      | 32-24     |
| 13-3-1999  | Northampton – Leicester     | 15-22     |
| 14-3-1999  | Wasps – London Irish        | 38-27     |
| 14-3-1999  | W. Hartlepool – Gloucester  | 33-32     |
|            |                             |           |
|            |                             |           |
| Data       |                             | Risultato |
| 13-4-1999  | Wasps – Northampton         | 15-24     |
| 17-4-1999  | Leicester – Saracens        | 25-18     |
| 17-4-1999  | London Irish – Bath         | 47-22     |
| 17-4-1999  | Harlequins – Bedford        | 29-16     |
| 17-4-1999  | Northampton – L. Scottish   | 44-13     |
| 18-4-1999  | Wasps – Newcastle           | 34-33     |
| 18-4-1999  | W. Hartlepool – Richmond    | 35-36     |
|            |                             |           |
| Data       |                             | Risultato |
| 1-5-1999   | Gloucester – Sale Sharks    | 24-34     |
| 1-5-1999   | London Irish – Saracens     | 21-26     |
| 1-5-1999   | Northampton – Bath          | 40-17     |
| 2-5-1999   | Wasps – L. Scottish         | 45-22     |
| 2-5-1999   | Newcastle – Leicester       | 12-21     |
| 2-5-1999   | W. Hartlepool – Bedford     | 0-39      |
| 3-5-1999   | Richmond – Harlequins       | 23-30     |
|            |                             |           |
| Data       |                             | Risultato |
| 19-5-1999  | Harlequins – Wasps          | 27-20     |
| 20-5-1999  | Saracens – Newcastle        | 40-26     |

| Data       |                              | Risultato |
| ---------- | ---------------------------- | --------- |
| 12-9-1998  | Newcastle – Bath             | 19-17     |
| 12-9-1998  | L. Scottish – Leicester      | 3-38      |
| 12-9-1998  | Northampton – Harlequins     | 25-6      |
| 12-9-1998  | Richmond – Gloucester        | 22-25     |
| 12-9-1998  | Sale Sharks – Bedford        | 39-21     |
| 13-9-1998  | W. Hartlepool – London Irish | 20-44     |
|            |                              |           |
|            |                              |           |
| Data       |                              | Risultato |
| 3-10-1998  | Gloucester – Wasps           | 12-13     |
| 3-10-1998  | Bath – Bedford               | 57-19     |
| 3-10-1998  | London Irish – Richmond      | 29-33     |
| 3-10-1998  | Harlequins – L. Scottish     | 22-20     |
| 3-10-1998  | Northampton – Sale Sharks    | 37-17     |
| 3-10-1998  | W. Hartlepool – Newcastle    | 19-24     |
|            |                              |           |
|            |                              |           |
| Data       |                              | Risultato |
| 20-10-1998 | London Irish – Leicester     | 24-23     |
| 20-10-1998 | Harlequins – Gloucester      | 39-7      |
| 20-10-1998 | W. Hartlepool – Saracens     | 3-52      |
| 21-10-1998 | Wasps – Bedford              | 35-19     |
|            |                              |           |
|            |                              |           |
|            |                              |           |
|            |                              |           |
| Data       |                              | Risultato |
| 31-10-1998 | Newcastle – Saracens         | 43-12     |
| 31-10-1998 | L. Scottish – Bath           | 13-11     |
| 31-10-1998 | Northampton – Gloucester     | 22-8      |
| 1-11-1998  | Wasps – Harlequins           | 21-22     |
| 1-11-1998  | Richmond – Bedford           | 38-32     |
| 1-11-1998  | W. Hartlepool – Leicester    | 15-45     |
|            |                              |           |
|            |                              |           |
| Data       |                              | Risultato |
| 21-11-1998 | Northampton – Richmond       | 44-27     |
| 21-11-1998 | Gloucester – Saracens        | 28-27     |
| 21-11-1998 | London Irish – Bedford       | 30-19     |
| 21-11-1998 | Harlequins – Bath            | 43-31     |
| 22-11-1998 | Wasps – Sale Sharks          | 32-19     |
| 22-11-1998 | W. Hartlepool – L. Scottish  | 7-37      |
|            |                              |           |
|            |                              |           |
| Data       |                              | Risultato |
| 26-12-1998 | Leicester – Bedford          | 26-0      |
| 26-12-1998 | Richmond – London Irish      | 13-25     |
| 27-12-1998 | Wasps – Gloucester           | 23-9      |
| 27-12-1998 | Harlequins – Sale Sharks     | 17-15     |
| 27-12-1998 | Newcastle – W. Hartlepool    | 29-13     |
| 27-12-1998 | Saracens – L. Scottish       | 7-24      |
|            |                              |           |
|            |                              |           |
| Data       |                              | Risultato |
| 16-1-1999  | Leicester – L. Scottish      | 24-12     |
| 16-1-1999  | Bath – Newcastle             | 16-11     |
| 16-1-1999  | London Irish – W. Hartlepool | 43-21     |
| 16-1-1999  | Harlequins – Northampton     | 17-24     |
| 16-1-1999  | Gloucester – Richmond        | 24-24     |
|            |                              |           |
|            |                              |           |
|            |                              |           |
| Data       |                              | Risultato |
| 13-2-1999  | Leicester – London Irish     | 31-10     |
| 13-2-1999  | Bedford – Wasps              | 25-23     |
| 13-2-1999  | Gloucester – Harlequins      | 20-31     |
| 13-2-1999  | L. Scottish – Newcastle      | 27-17     |
| 14-2-1999  | Richmond – Sale Sharks       | 29-24     |
| 14-2-1999  | Saracens – W. Hartlepool     | 48-27     |
|            |                              |           |
|            |                              |           |
| Data       |                              | Risultato |
| 27-3-1999  | Bedford – Gloucester         | 19-15     |
| 27-3-1999  | Leicester – Wasps            | 16-6      |
| 27-3-1999  | L. Irish – L. Scottish       | 35-12     |
| 27-3-1999  | Harlequins – Richmond        | 32-32     |
| 27-3-1999  | Northampton – Newcastle      | 57-16     |
| 28-3-1999  | Saracens – Bath              | 14-33     |
| 28-3-1999  | W. Hartlepool – Sale Sharks  | 33-33     |
|            |                              |           |
| Data       |                              | Risultato |
| 21-4-1999  | Newcastle – Richmond         | 47-14     |
| 21-4-1999  | W. Hartlepool – Harlequins   | 37-47     |
|            |                              |           |
|            |                              |           |
|            |                              |           |
|            |                              |           |
|            |                              |           |
|            |                              |           |
| Data       |                              | Risultato |
| 7-5-1999   | Saracens – Gloucester        | 26-10     |
| 8-5-1999   | Bath Rugby – Harlequins      | 13-17     |
| 8-5-1999   | Bedford – London Irish       | 21-36     |
| 8-5-1999   | L. Scottish – W. Hartlepool  | 26-14     |
| 8-5-1999   | Richmond – Northampton       | 19-31     |
| 8-5-1999   | Sale Sharks – Wasps          | 13-27     |
|            |                              |           |

| Data       |                              | Risultato |
| ---------- | ---------------------------- | --------- |
| 19-9-1998  | Leicester – Northampton      | 35-25     |
| 19-9-1998  | Bath – Richmond              | 36-14     |
| 19-9-1998  | Bedford – L. Scottish        | 24-16     |
| 19-9-1998  | London Irish – Wasps         | 24-36     |
| 20-9-1998  | Gloucester – W. Hartlepool   | 36-3      |
| 20-9-1998  | Saracens – Sale Sharks       | 43-26     |
|            |                              |           |
|            |                              |           |
| Data       |                              | Risultato |
| 10-10-1998 | Bath – London Irish          | 23-20     |
| 10-10-1998 | Bedford – Harlequins         | 35-33     |
| 10-10-1998 | Richmond – W. Hartlepool     | 41-23     |
| 10-10-1998 | L. Scottish – Northampton    | 22-33     |
| 11-10-1998 | Newcastle – Wasps            | 27-19     |
| 11-10-1998 | Saracens – Leicester         | 22-10     |
|            |                              |           |
|            |                              |           |
| Data       |                              | Risultato |
| 24-10-1998 | Leicester – Richmond         | 27-0      |
| 24-10-1998 | Bath – Sale Sharks           | 27-3      |
| 24-10-1998 | Bedford – Newcastle          | 22-29     |
| 24-10-1998 | London Irish – Northampton   | 10-26     |
| 24-10-1998 | Harlequins – W. Hartlepool   | 25-10     |
| 25-10-1998 | Gloucester – L. Scottish     | 29-16     |
| 25-10-1998 | Saracens – Wasps             | 17-31     |
|            |                              |           |
| Data       |                              | Risultato |
| 7-11-1998  | Leicester – Bath             | 36-13     |
| 7-11-1998  | Gloucester – Bedford         | 31-21     |
| 7-11-1998  | London Irish – Sale Sharks   | 25-31     |
| 7-11-1998  | Harlequins – Newcastle       | 25-20     |
| 7-11-1998  | Northampton – Wasps          | 26-21     |
| 8-11-1998  | Saracens – Richmond          | 33-17     |
|            |                              |           |
|            |                              |           |
| Data       |                              | Risultato |
| 12-12-1998 | Sale Sharks – Gloucester     | 26-10     |
| 12-12-1998 | Bath – Northampton           | 9-15      |
| 12-12-1998 | Bedford – W. Hartlepool      | 10-23     |
| 12-12-1998 | Leicester – Newcastle        | 31-18     |
| 12-12-1998 | L. Scottish – Wasps          | 9-17      |
| 13-12-1998 | Saracens – London Irish      | 40-26     |
|            |                              |           |
|            |                              |           |
| Data       |                              | Risultato |
| 2-1-1999   | Gloucester – Bath Rugby      | 23-7      |
| 2-1-1999   | London Irish – Newcastle     | 16-14     |
| 2-1-1999   | L. Scottish – NEC Harlequins | 24-35     |
| 2-1-1999   | Sale Sharks – Northampton    | 24-39     |
| 3-1-1999   | Saracens – Bedford           | 44-13     |
| 3-1-1999   | W. Hartlepool – Wasps        | 21-17     |
|            |                              |           |
|            |                              |           |
| Data       |                              | Risultato |
| 23-1-1999  | Harlequins – London Irish    | 17-22     |
| 23-1-1999  | Leicester – Gloucester       | 23-16     |
| 23-1-1999  | Bedford – Bath               | 17-30     |
| 23-1-1999  | Northampton – West Hartlepoo | 19-14     |
| 23-1-1999  | Richmond – L. Scottish       | 40-22     |
| 23-1-1999  | Sale Sharks – Newcastle      | 20-28     |
| 26-1-1999  | Richmond – Leicester         | 11-23     |
|            |                              |           |
| Data       |                              | Risultato |
| 27-2-1999  | Bedford – Sale Sharks        | 7-18      |
|            |                              |           |
|            |                              |           |
|            |                              |           |
|            |                              |           |
|            |                              |           |
|            |                              |           |
|            |                              |           |
| Data       |                              | Risultato |
| 31-3-1999  | Newcastle – L. Scottish      | 43-20     |
| 3-4-1999   | Bath – Leicester             | 24-16     |
| 3-4-1999   | Sale Sharks – London Irish   | 30-27     |
|            |                              |           |
|            |                              |           |
|            |                              |           |
|            |                              |           |
|            |                              |           |
| Data       |                              | Risultato |
| 24-4-1999  | Bath – W. Hartlepool         | 56-24     |
| 24-4-1999  | Bedford – Northampton        | 31-42     |
| 24-4-1999  | Sale Sharks – Leicester      | 17-41     |
| 25-4-1999  | Newcastle – Gloucester       | 39-15     |
| 25-4-1999  | Richmond – Wasps             | 5-29      |
| 25-4-1999  | Saracens – Harlequins        | 30-38     |
|            |                              |           |
|            |                              |           |
| Data       |                              | Risultato |
| 11-5-1999  | Newcastle – Harlequins       | 33-23     |
| 12-5-1999  | Richmond – Saracens          | 18-25     |
| 15-5-1999  | Bath – L. Scottish           | 76-13     |
| 16-5-1999  | Bedford – Richmond           | 12-106    |
| 16-5-1999  | Gloucester – Northampton     | 43-31     |
| 16-5-1999  | Leicester – W. Hartlepool    | 72-37     |
|            |                              |           |
|            |                              |           |

## Classifica
| Pos | Squadra         | G  | V  | N | P  | PF  | PS   | DP   | Pt |
| --- | --------------- | -- | -- | - | -- | --- | ---- | ---- | -- |
| 1   | Leicester       | 26 | 22 | 0 | 4  | 771 | 423  | +348 | 44 |
| 2   | Northampton     | 26 | 19 | 0 | 7  | 754 | 556  | +198 | 38 |
| 3   | Saracens        | 26 | 16 | 1 | 9  | 748 | 583  | +165 | 33 |
| 4   | Harlequins      | 26 | 16 | 1 | 9  | 690 | 653  | +37  | 33 |
| 5   | Wasps           | 26 | 15 | 1 | 10 | 717 | 506  | +211 | 31 |
| 6   | Bath            | 26 | 15 | 0 | 11 | 698 | 574  | +124 | 30 |
| 7   | London Irish    | 26 | 15 | 0 | 11 | 703 | 607  | +96  | 30 |
| 8   | Newcastle       | 26 | 14 | 0 | 12 | 719 | 639  | +80  | 28 |
| 9   | Richmond        | 26 | 11 | 2 | 13 | 720 | 715  | +5   | 24 |
| 10  | Gloucester      | 26 | 9  | 1 | 16 | 554 | 643  | −89  | 19 |
| 11  | Sale Sharks     | 26 | 9  | 1 | 16 | 604 | 731  | −127 | 19 |
| 12  | London Scottish | 26 | 8  | 0 | 18 | 491 | 734  | −243 | 16 |
| 13  | Bedford         | 26 | 6  | 0 | 20 | 541 | 840  | −299 | 12 |
| 14  | West Hartlepool | 26 | 3  | 1 | 22 | 501 | 1007 | −506 | 7  |

## Verdetti
- Leicester: Campione d'Inghilterra
- Leicester, Northampton, Saracens, Harlequins, Wasps, Bath: qualificate alla Heineken Cup 1999-2000
- West Hartlepool: retrocesso in National Division Two 1999-2000
- London Scottish, Richmond: incorporate nel London Irish